# Headie One
 (juin 2025).
La mise en forme du texte ne suit pas les recommandations de Wikipédia : il faut le « wikifier ».
Les points d'amélioration suivants sont les cas les plus fréquents. Le détail des points à revoir est peut-être précisé sur la page de discussion.
- Les titres sont pré-formatés par le logiciel. Ils ne sont ni en capitales, ni en gras.
- Le texte ne doit pas être écrit en capitales (les noms de famille non plus), ni en gras, ni en italique, ni en « petit »…
- Le gras n'est utilisé que pour surligner le titre de l'article dans l'introduction, une seule fois.
- L'italique est rarement utilisé : mots en langue étrangère, titres d'œuvres, noms de bateaux, etc.
- Les citations ne sont pas en italique mais en corps de texte normal. Elles sont entourées par des guillemets français : « et ».
- Les listes à puces sont à éviter, des paragraphes rédigés étant largement préférés. Les tableaux sont à réserver à la présentation de données structurées (résultats, etc.).
- Les appels de note de bas de page (petits chiffres en exposant, introduits par l'outil «  Source ») sont à placer entre la fin de phrase et le point final[comme ça].
- Les liens internes (vers d'autres articles de Wikipédia) sont à choisir avec parcimonie. Créez des liens vers des articles approfondissant le sujet. Les termes génériques sans rapport avec le sujet sont à éviter, ainsi que les répétitions de liens vers un même terme.
- Les liens externes sont à placer uniquement dans une section « Liens externes », à la fin de l'article. Ces liens sont à choisir avec parcimonie suivant les règles définies. Si un lien sert de source à l'article, son insertion dans le texte est à faire par les notes de bas de page.
- La présentation des références doit suivre les conventions bibliographiques. Il est recommandé d'utiliser les modèles {{Ouvrage}}, {{Chapitre}}, {{Article}}, {{Lien web}} et/ou {{Bibliographie}}. Le mode d'édition visuel peut mettre en forme automatiquement les références.
- Insérer une infobox (cadre d'informations à droite) n'est pas obligatoire pour parachever la mise en page.

Pour une aide détaillée, merci de consulter Aide:Wikification.
Si vous pensez que ces points ont été résolus, vous pouvez retirer ce bandeau et améliorer la mise en forme d'un autre article.
Headie One anciennement Headz, de son vrai nom Irving Ampofo Adjei, né le 6 octobre 1994 à Tottenham à Londres, est un rappeur et chanteur britannique. En 2018, il sort sa deuxième mixtape solo, intitulée The One, qui inclut le single Know Better en collaboration avec le rappeur RV. Ce titre devient un « succès underground ».
Il est principalement connu pour ses titres 18hunna, en collaboration avec le rappeur Dave, Only You Freestyle avec Drake, Ain't It Different aux côtés d'AJ Tracey et Stormzy, ainsi que son single solo Both. 18hunna a atteint la 6ᵉ place du UK Singles Chart, Only You Freestyle s'est classé 5ᵉ, tandis que Ain't It Different a culminé à la 2ᵉ place du classement.

## Biographie
Adjei est né le 6 octobre 1994 à l'hôpital North Middlesex, dans le nord de Londres,. Il a grandi dans le lotissement de Broadwater Farm, situé à Tottenham. D'origine ghanéenne, il parle le twi. Sa mère, Edna Duah, est décédée alors qu'il n'avait que trois ans, et il a été élevé par son père et sa sœur.
Dans sa jeunesse, il se passionne pour le football et joue pour l'équipe locale Haringey Borough FC. Il est sur le point de passer un essai avec le Stevenage FC, mais une fracture de la cheville met un terme à ses aspirations sportives.
Il commence à rapper au début de son adolescence, mais ne s’y consacre pleinement qu’après sa première sortie de prison. Son nom de scène provient d’un surnom d’enfance, attribué en raison de la ressemblance de sa tête avec une pièce de 50 pence.

### Carrière

#### 2010–2019: Débuts de carrière et mixtapes
Adjei commence à publier de la musique au début des années 2010 sous le nom de Headz, notamment en tant que membre du groupe Star Gang,. En 2014, il sort sa seule mixtape sous cet alias, intitulée Headz or Tails. Le rappeur RV, originaire de Tottenham, fait également partie de Star Gang ; lui et Headie One collaborent fréquemment, notamment en co-publiant les mixtapes Sticks & Stones (2016) et Drillers x Trappers (2017). Ensemble, ils intègrent OFB, un groupe de UK drill basé dans le lotissement Broadwater Farm.

### Vie privée
Adjei est un supporter du club de football Manchester United.

## Affaire judiciaire
Adolescent, Adjei est incarcéré à trois reprises,, notamment pour trafic de crack et d'héroïne, sa dernière peine ayant eu lieu en 2014,.
Le 8 janvier 2020, il est condamné à six mois de prison pour possession d'un couteau, marquant sa quatrième incarcération. Il est libéré début avril 2020.

## Polémiques et controverses
En janvier 2018, il est supposément attaqué par des rivaux à l'Université du Bedforshire,. Une vidéo de l'agression est postée sur Snapchat puis sur YouTube, entraînant une "guerre totale entre gangs". Headie répond avec un morceau de diss Know Better.
En mars de cette même année, son concert au Barbican Centre est interrompu par la Metropolitan Police, qui avait déjà établi un lien entre sa musique et l'augmentation des crimes au couteau à Londres. Lors d'une interview en avril, Headie affirme que « seul un imbécile dirait que la musique drill est la racine du problème de la violence dans la capitale ». Les associations entre la culture des gangs londoniens (« la guerre entre Tottenham et Wood Green »), la musique drill et les médias sociaux sont examinées dans une émission de BBC Radio 4, File on Four, diffusée le 8 mars 2020, qui se concentre sur trois meurtres violents,.
Le 17 novembre 2020, Adjei est impliqué dans une altercation avec le rappeur Tion Wayne à bord d'un vol de Dubaï à Londres au cours de laquelle le rappeur Morrisson tente de séparer la dispute, peu de temps après l'embarquement,.
Le 23 novembre 2022, Adjei est impliqué dans une bagarre avec le rappeur E1 (3x3) au Sony Music Building à Londres. Un employé a déclaré : « C'était l'une des expériences les plus effrayantes de ma vie. On ne s'attend pas à aller au travail et à être entraîné dans quelque chose comme ça… il y avait du sang sur le sol [...] C'était terrifiant. » Sony a publié une déclaration affirmant que « Sony Music prend la sécurité de son personnel très au sérieux. C'est maintenant une affaire de police, nous ne pouvons donc pas faire d'autres commentaires. »

## Discographie

### Albums studio
| Titre        | Détails de l'album                                                                                      | Meilleur classement | Meilleur classement | Meilleur classement | Meilleur classement | Meilleur classement | Meilleur classement | Meilleur classement | Certifications |
| Titre        | Détails de l'album                                                                                      | ROYAUME-UNI         | ROYAUME-UNI R&B     | Australie           | BEL                 | CAN                 | IRE                 | LND                 | Certifications |
| ------------ | --- | ------------------- | ------------------- | ------------------- | ------------------- | ------------------- | ------------------- | ------------------- | -------------- |
| Edna         | - Sortie : 9 octobre 2020 - Étiquette : Implacable - Format : CD, téléchargement numérique, streaming   | 1                   | 2                   | 22                  | 84                  | 86                  | 3                   | 36                  | - BPI : Or     |
| The Last One | - Sortie : 28 juin 2024 - Étiquette : Columbia, Sony - Format : CD, téléchargement numérique, streaming | 52                  | 4                   | —                   | —                   | —                   | —                   | —                   |                |

### Mixtapes collaboratives
| Titre                            | Détails de l'album                                                          | Meilleur classement | Meilleur classement |
| Titre                            | Détails de l'album                                                          | ROYAUME-UNI         | ROYAUME-UNI R&B     |
| -------------------------------- | --------------------------------------------------------------------------- | ------------------- | ------------------- |
| Bâtons et pierres (with RV)      | - Sortie : 25 décembre 2016 - Format : Téléchargement numérique, streaming  | —                   | —                   |
| Foreurs x Trappeurs (with RV)    | - Sortie : 17 juillet 2017 - Format : Téléchargement numérique, streaming   | —                   | —                   |
| Foreurs x Trappeurs II (with RV) | - Sortie : 22 mars 2019 - Format : Téléchargement numérique, streaming      | 21                  | 9                   |
| Gang (with Fred again..)         | - Sortie : 3 avril 2020 - Format : Téléchargement numérique, streaming      | 49                  | 10                  |
| De force en force (with K-Trap)  | - Sortie : 22 septembre 2023 - Format : Téléchargement numérique, streaming | 4                   | 1                   |

### Compilations
| Titre                                         | Détails de l'album                                                                             |
| --------------------------------------------- | ---------------------------------------------------------------------------------------------- |
| No Borders : Projet de compilation européenne | - Sortie : 11 novembre 2022 - Label: Relentless - Format : Téléchargement numérique, streaming |

### Singles

#### En tant qu'artiste principal
| "On Sight"                                                                        | 2014 | —  | —  | —  | —  | —  | —  | —  | —  | —  | —  |                                                                    | Headz or Tails                           |
| "Golden Boot" (with RV)                                                           | 2016 | —  | —  | —  | —  | —  | —  | —  | —  | —  | —  |                                                                    | The One                                  |
| "Know Better" (with RV)                                                           | 2016 | —  | —  | —  | —  | —  | —  | —  | —  | —  | —  | - BPI: Silver                                                      | The One                                  |
| "Tracksuit Love" (with Kenny Allstar)                                             | 2018 | —  | —  | —  | —  | —  | —  | —  | —  | —  | —  |                                                                    | Block Diaries                            |
| "18Hunna" (featuring Dave)                                                        | 2019 | 6  | 3  | —  | —  | —  | —  | 75 | —  | —  | —  | - BPI: Gold                                                        | Music x Road                             |
| "All Day"                                                                         | 2019 | —  | —  | —  | —  | —  | —  | —  | —  | —  | —  |                                                                    | Music x Road                             |
| "Back to Basics" (featuring Skepta)                                               | 2019 | 42 | 27 | —  | —  | —  | —  | —  | —  | —  | —  | - BPI: Silver                                                      | Music x Road                             |
| "Both"                                                                            | 2019 | 13 | 7  | —  | —  | —  | —  | 64 | —  | —  | —  | - BPI: Platinum                                                    | Music x Road                             |
| "Charades" (with Fred Again)                                                      | 2020 | 57 | —  | —  | —  | —  | —  | —  | —  | —  | —  |                                                                    | Gang                                     |
| "Rose Gold"                                                                       | 2020 | 49 | 32 | —  | —  | —  | —  | —  | —  | —  | —  |                                                                    | Non-album single                         |
| "Only You Freestyle" (with Drake)                                                 | 2020 | 5  | 2  | 51 | 24 | 37 | —  | 13 | 54 | 6  | 18 | - BPI: Gold - MC: Gold                                             | Edna                                     |
| "Ain't It Different" (featuring AJ Tracey and Stormzy)                            | 2020 | 2  | 2  | 16 | 16 | —  | 53 | 5  | 52 | 4  | —  | - BPI: Platinum - ARIA: Platinum - IFPI AUS: Gold - IFPI DEN: Gold | Edna                                     |
| "Breathing"                                                                       | 2020 | —  | —  | —  | —  | —  | —  | —  | —  | —  | —  |                                                                    | Edna                                     |
| "Princess Cuts" (featuring Young T & Bugsey)                                      | 2020 | 11 | 7  | —  | —  | —  | —  | 29 | —  | —  | —  | - BPI: Gold                                                        | Edna                                     |
| "Back To Back" (with RV)                                                          | 2020 | —  | —  | —  | —  | —  | —  | —  | —  | —  | —  |                                                                    | Rico Vondelle                            |
| "Siberia" (featuring Burna Boy)                                                   | 2021 | —  | —  | —  | —  | —  | —  | —  | —  | —  | —  |                                                                    | Edna (Deluxe)                            |
| "Daily Duppy" (with GRM Daily)                                                    | 2021 | —  | —  | —  | —  | —  | —  | —  | —  | —  | —  |                                                                    | Non-album singles                        |
| "Pound Signs"                                                                     | 2021 | 49 | 17 | —  | —  | —  | —  | 82 | —  | —  | —  |                                                                    | Non-album singles                        |
| "2 Chains"                                                                        | 2021 | 59 | 28 | —  | —  | —  | —  | —  | —  | —  | —  |                                                                    | Too Loyal for My Own Good                |
| "Cry"                                                                             | 2021 | 66 | 27 | —  | —  | —  | —  | —  | —  | —  | —  |                                                                    | Too Loyal for My Own Good                |
| "Came in the Scene"                                                               | 2022 | 67 | 28 | —  | —  | —  | —  | —  | —  | —  | —  |                                                                    | Non-album single                         |
| "My Way" (with Smallgod, Eugy and Medikal)                                        | 2022 | —  | —  | —  | —  | —  | —  | —  | —  | —  | —  |                                                                    | Connecting The Dots                      |
| "22 Carats" (with Gazo)                                                           | 2022 | —  | —  | —  | —  | —  | —  | —  | —  | —  | —  |                                                                    | No Borders: European Compilation Project |
| "Cloud" (with Luciano)                                                            | 2022 | —  | —  | —  | —  | —  | —  | —  | —  | —  | —  |                                                                    | No Borders: European Compilation Project |
| "Bigger Than Life" (with Frenna)                                                  | 2022 | —  | —  | —  | —  | —  | —  | —  | —  | —  | —  |                                                                    | No Borders: European Compilation Project |
| "Can't Be Us" (with Abra Cadabra and Bandokay)                                    | 2022 | 27 | 8  | —  | —  | —  | —  | 66 | —  | —  | —  |                                                                    | Non-album singles                        |
| "Illegal"                                                                         | 2022 | —  | —  | —  | —  | —  | —  | —  | —  | —  | —  |                                                                    | Non-album singles                        |
| "50s"                                                                             | 2022 | 40 | 12 | —  | —  | —  | —  | 81 | —  | —  | —  |                                                                    | Non-album singles                        |
| "Martin's Sofa"                                                                   | 2023 | 9  | 5  | —  | —  | —  | —  | 17 | —  | —  | —  | - BPI: Silver                                                      | The Last One                             |
| "Guilty" (with RV)                                                                | 2023 | —  | —  | —  | —  | —  | —  | —  | —  | —  | —  |                                                                    | Inconspicuous (Deluxe)                   |
| "Rivals" (with Bandokay)                                                          | 2023 | —  | —  | —  | —  | —  | —  | —  | —  | —  | —  |                                                                    | M.A.R.K                                  |
| "Catfish" (with K-Trap and M1onTheBeat)                                           | 2023 | —  | —  | —  | —  | —  | —  | —  | —  | —  | —  |                                                                    | Strength to Strength                     |
| "Park Chinois" (with K-Trap)                                                      | 2023 | 39 | 18 | —  | —  | —  | —  | —  | —  | —  | —  |                                                                    | Strength to Strength                     |
| "Triple Threat" (with K-Trap and Clavish)                                         | 2023 | 31 | 13 | —  | —  | —  | —  | —  | —  | —  | —  |                                                                    | Strength to Strength                     |
| "Skinfade" (with M1onTheBeat)                                                     | 2023 | —  | —  | —  | —  | —  | —  | —  | —  | —  | —  |                                                                    | M1onTheBeat The Mixtape                  |
| "Socials"                                                                         | 2024 | —  | —  | —  | —  | —  | —  | —  | —  | —  | —  |                                                                    | Non-album single                         |
| "Cry No More" (featuring Stormzy)                                                 | 2024 | 33 | —  | —  | —  | —  | —  | 59 | —  | 13 | —  |                                                                    | The Last One                             |
| "Play For Keeps" (with RV and Abra Cadabra)                                       | 2024 | —  | —  | —  | —  | —  | —  | —  | —  | —  | —  |                                                                    | Fresh Prince of Tottenham 2              |
| "I Still Know Better"                                                             | 2024 | —  | —  | —  | —  | —  | —  | —  | —  | —  | —  |                                                                    | The Last One                             |
| "Tipsy" (featuring Aitch)                                                         | 2024 | —  | —  | —  | —  | —  | —  | —  | —  | —  | —  |                                                                    | The Last One                             |
| "Gang Ties" (with Onefour)                                                        | 2024 | —  | —  | —  | —  | —  | —  | —  | —  | 10 | —  |                                                                    | —                                        |
| "—" denotes a recording that did not chart or was not released in that territory. |      |    |    |    |    |    |    |    |    |    |    |                                                                    |                                          |

#### En tant qu'artiste vedette
| Titre                                                                             | Année | Meilleur classement | Meilleur classement | Meilleur classement | Meilleur classement | Meilleur classement | Meilleur classement | Meilleur classement | Meilleur classement | Certifications                                                                        | Album                   |
| Titre                                                                             | Année | UK                  | UK R&B              | BEL Bub.            | CAN                 | FRA                 | IRE                 | NLD                 | US                  | Certifications                                                                        | Album                   |
| --------------------------------------------------------------------------------- | ----- | ------------------- | ------------------- | ------------------- | ------------------- | ------------------- | ------------------- | ------------------- | ------------------- | ------------------------------------------------------------------------------------- | ----------------------- |
| "Missing" (Belly Squad featuring Headie One)                                      | 2018  | —                   | —                   | —                   | —                   | —                   | —                   | —                   | —                   | - BPI: Silver                                                                         | Bon Appétit             |
| "I Spy" (Krept and Konan featuring Headie One and K-Trap)                         | 2019  | 18                  | 11                  | —                   | —                   | —                   | —                   | —                   | —                   | - BPI: Gold                                                                           | Revenge Is Sweet        |
| "Don't Rush" (Young T & Bugsey featuring Headie One)                              | 2019  | 19                  | 7                   | 12                  | 64                  | 31                  | 24                  | 91                  | 56                  | - BPI: Platinum - MC: Gold - SNEP: Gold - AFP: Platinum - IFPI SWI: Gold - RIAA: Gold | Plead The 5th           |
| "Audacity" (Stormzy featuring Headie One)                                         | 2019  | 6                   | 2                   | —                   | —                   | —                   | 8                   | —                   | —                   | - BPI: Gold                                                                           | Heavy Is the Head       |
| "Impress Me" (Scribz Riley featuring Headie One)                                  | 2020  | —                   | —                   | —                   | —                   | —                   | —                   | —                   | —                   |                                                                                       | Non-album singles       |
| "Chop It" (Dezzie featuring Headie One, Sykes Beats and ONE RECORDS)              | 2020  | —                   | —                   | —                   | —                   | —                   | —                   | —                   | —                   |                                                                                       | Non-album singles       |
| "Opp Diddy Bop" (Dezzie featuring Headie One and ONE RECORDS)                     | 2020  | —                   | —                   | —                   | —                   | —                   | —                   | —                   | —                   |                                                                                       | Uno Uno                 |
| "Don't Judge Me" (FKA twigs featuring Headie One and Fred again..)                | 2021  | —                   | —                   | —                   | —                   | —                   | —                   | —                   | —                   |                                                                                       | Non-album singles       |
| "Sinner" (Smallgod featuring Headie One, O'Kenneth, Kwaku DMC and Lp2loose)       | 2021  | —                   | —                   | —                   | —                   | —                   | —                   | —                   | —                   |                                                                                       | Non-album singles       |
| "Wandsworth to Bullingdon" (Fredo featuring Headie One)                           | 2021  | 36                  | 8                   | —                   | —                   | —                   | —                   | —                   | —                   |                                                                                       | Independence Day        |
| "Ring My Line" (King Promise featuring Headie One)                                | 2021  | —                   | —                   | —                   | —                   | —                   | —                   | —                   | —                   |                                                                                       | 5 Star                  |
| "Aston Martin" (Shiva featuring Headie One)                                       | 2021  | —                   | —                   | —                   | —                   | —                   | —                   | —                   | —                   |                                                                                       | Non-album single        |
| "10von10 (Remix)" (Pajel featuring Headie One and Luciano)                        | 2021  | —                   | —                   | —                   | —                   | —                   | —                   | —                   | —                   |                                                                                       | Seelenfrieden           |
| "Warzone" (M Huncho featuring Headie One)                                         | 2022  | 41                  | 22                  | —                   | —                   | —                   | —                   | —                   | —                   |                                                                                       | Chasing Euphoria        |
| "Local" (Abra Cadabra featuring Headie One and Bandokay)                          | 2022  | —                   | —                   | —                   | —                   | —                   | —                   | —                   | —                   |                                                                                       | Non-album single        |
| "Let's Talk Money" (Slim featuring Headie One)                                    | 2023  | —                   | —                   | —                   | —                   | —                   | —                   | —                   | —                   |                                                                                       | Still Working 2         |
| "I Know You Care" (Nemzzz featuring Headie One)                                   | 2024  | —                   | —                   | —                   | —                   | —                   | —                   | —                   | —                   |                                                                                       | Do Not Disturb (Deluxe) |
| "Sexyy Red" (Booter Bee featuring Headie One)                                     | 2024  | —                   | —                   | —                   | —                   | —                   | —                   | —                   | —                   |                                                                                       | True Stories            |
| "Zeros" (cassö and Jazzy featuring Headie One)                                    | 2024  | 92                  | —                   | —                   | —                   | —                   | —                   | —                   | —                   |                                                                                       | À venir                 |
| "YO" (Remix) (Chy Cartier featuring Headie One)                                   | 2024  | —                   | —                   | —                   | —                   | —                   | —                   | —                   | —                   |                                                                                       | À venir                 |
| "—" denotes a recording that did not chart or was not released in that territory. |       |                     |                     |                     |                     |                     |                     |                     |                     |                                                                                       |                         |

### Singles promotionnels
| Titre                                                            | Année | Album    |
| ---------------------------------------------------------------- | ----- | -------- |
| « Ryddim de coquillages » (with Tel Money and Lowkey)            | 2017  |          |
| "Le Jugg" (with RV)                                              | 2017  |          |
| "90 sur le M" (with Colo)                                        | 2017  |          |
| « Vivre dans le T »                                              | 2017  |          |
| "Profit" (with BKO & Dun D)                                      | 2017  |          |
| « Plaisanterie sur moi »                                         | 2018  |          |
| « Libérez les Bradders » (with Mikabeats, RV, Skat and Tuggzy)   | 2018  | L'Unique |
| "Pour gagner"                                                    | 2018  |          |
| "L'humeur d'Issa" (featuring Not3s)                              | 2018  |          |
| "Bien sûr"                                                       | 2018  |          |
| " Pas encore fini (Remix) " (KSI featuring Headie One and Nines) | 2022  |          |
| « Plus d’argent, plus de problèmes »                             | 2023  |          |

### Apparitions en tant qu'invité
| Titres                     | Années | Autres artistes                     | Album                                                 |
| -------------------------- | ------ | ----------------------------------- | ----------------------------------------------------- |
| "No Convo"                 | 2017   | K-Trap                              | K-Trap Presents The Last Whip Mixtape                 |
| "Drill"                    | 2018   | Loski, RV                           | Call Me Loose                                         |
| "Ugly Faces (Remix)"       | 2018   | Smoke Boys, RV                      | Dont Panic II                                         |
| "Art Of War"               | 2018   | Fumez the Engineer, M Huncho, RV    | The Mix-tape 2                                        |
| "Why"                      | 2019   | Carns Hill, K-Trap, LD, Blade Brown | Hurt Your Parents Feelings                            |
| "Touring"                  | 2019   | Slim                                | Still Working                                         |
| "No Caller"                | 2019   | K-Trap                              | No Magic                                              |
| "Kris Jenner"              | 2019   | RV                                  | Savage                                                |
| "Hard To Believe"          | 2019   | None                                | Top Boy (A Selection of Music Inspired by the Series) |
| "Once In A While"          | 2019   | OFB, Bandokay                       | Frontstreet                                           |
| "Money Moves"              | 2019   | Lil Berete                          | 1 Way Out                                             |
| "PCX"                      | 2020   | DigDat                              | Ei8ht Mile                                            |
| "Head Huncho"              | 2020   | M Huncho                            | Huncholini the 1st                                    |
| "Porsche"                  | 2020   | Yxng Bane                           | Quarantine: The Lost Files                            |
| "Money, Power, Respect"    | 2020   | Jonna Fraser                        | Calma                                                 |
| "Ringaling"                | 2020   | Nines, Odeal                        | Crabs in a Bucket                                     |
| "Impress Me"               | 2020   | Scribz Riley                        | Wish Me Luck                                          |
| "Opp Biddy Bop"            | 2021   | Dezzie                              | Uno Uno                                               |
| "Street Politics"          | 2021   | Dezzie, K-Trap                      | Uno Uno                                               |
| "Spaghetti"                | 2021   | Hamza, Gazo                         | 140 BPM 2                                             |
| "Done Know"                | 2021   | Chip                                | Snakes &amp; Ladders                                  |
| "Arrived"                  | 2021   | Luciano                             | Aqua                                                  |
| "Wandsworth to Bullingdon" | 2021   | Fredo                               | Independence Day                                      |
| "Air BnB"                  | 2021   | M1llionz                            | Provisional Licence                                   |
| "Fuk How You Feel"         | 2021   | Akz                                 | The Come Up 1                                         |
| "10von10 (Remix)"          | 2022   | Pajel                               | Seelenfrieden                                         |
| "Ring My Line"             | 2022   | King Promise                        | 5 Star                                                |
| "Thalasso"                 | 2022   | Doums                               | Pull á capuche et billets mauves                      |
| "Life Lessons"             | 2022   | Luciano                             | Majestic                                              |
| "Extra Sleeve"             | 2022   | K-Trap                              | The Last Whip II                                      |
| "Operation Fortress"       | 2023   | D-Block Europe                      | DBE World                                             |
| "Sexyy Red"                | 2024   | Booter Bee                          | True Stories                                          |
| "59901R"                   | 2024   | Potter Payper                       | Thanks for Hating                                     |
| "Say Less"                 | 2024   | Chivv                               | Alvast Bedankt                                        |

## Filmographie

### Web
| Année | Titre         | Rôle        | Remarques                               | Ref.   |
| ----- | ------------- | ----------- | --------------------------------------- | ------ |
| 2018  | Shiro's Story | L'ami de Ty | Partie 3 (courte série YouTube) ; Camée | [ 87 ] |